# Deutscher Richterbund

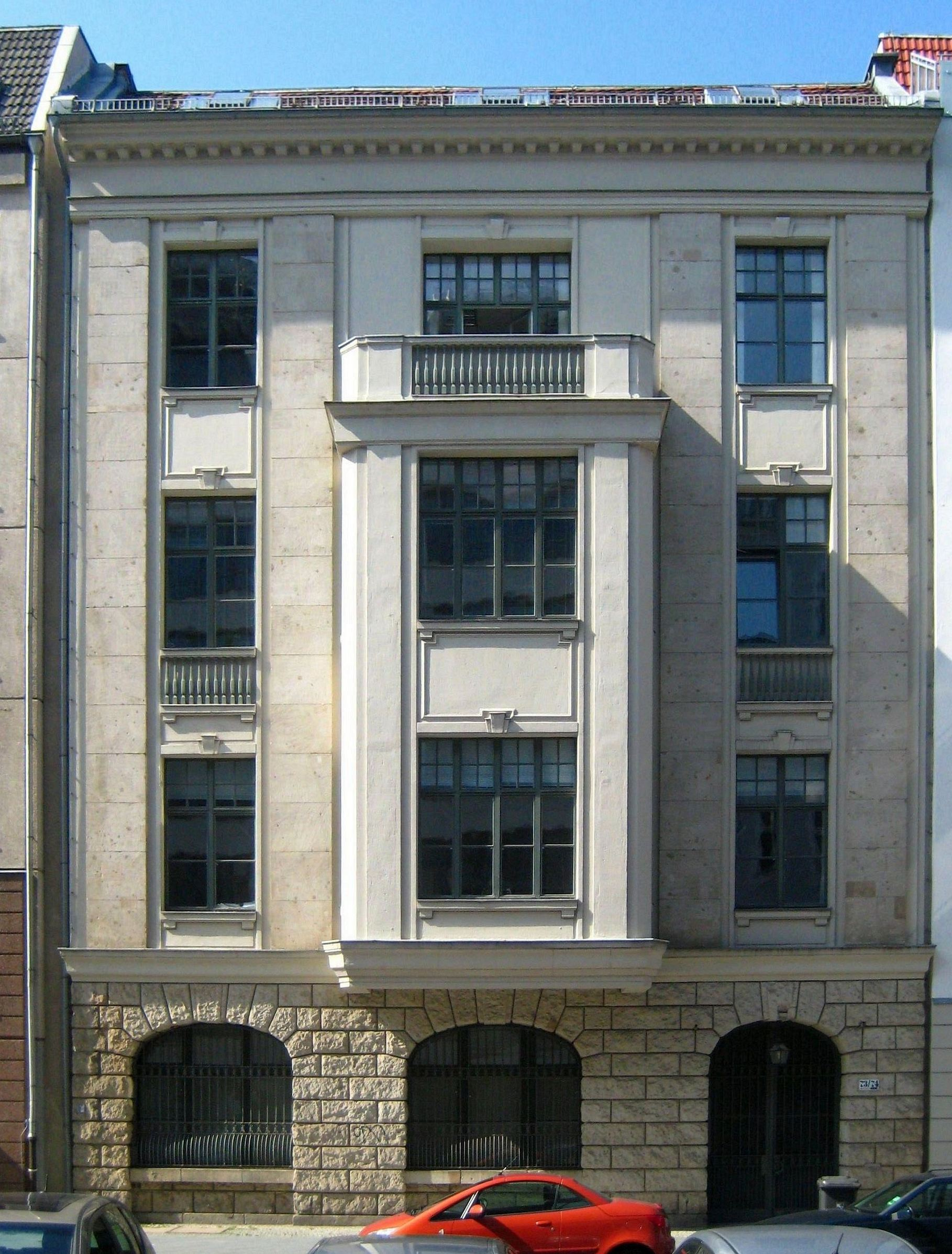
Die Geschäftsstelle des DRB in der Kronenstraße

Der Deutsche Richterbund (DRB) mit Sitz in Berlin ist der größte Berufsverband von Richtern und Staatsanwälten. Er gliedert sich in 16 Landesverbände, fünf Verbände bei den obersten Bundesgerichten und vier Fachverbände einzelner Fachgerichtsbarkeiten (Arbeit-, Finanz-, Sozialgerichtsbarkeit, Wehrdienstrichter). Über seine 25 Mitgliedsvereine gehören ihm rund 18.500 Richter und Staatsanwälte an.
Vorsitzende des Deutschen Richterbundes sind seit 10. April 2025 Andrea Titz, Vizepräsidentin des Landgerichts Traunstein, und Achim Scholz, Richter am Bundessozialgericht.
Die Verbandszentrale des Deutschen Richterbundes befindet sich seit 1999 im Regierungsviertel in Berlin-Mitte. Sie ist die erste Anlaufstelle für Anfragen aus Parlamenten und Ministerien, Medien und Gesellschaft. Die Geschäfte des Verbandes in der Hauptstadt führt seit 2012 Bundesgeschäftsführer Sven Rebehn.
Der Deutsche Richterbund organisiert alle drei Jahre den Deutschen Richter- und Staatsanwaltstag (RiStA-Tag). Der letzte Richter- und Staatsanwaltstag fand 2023 in Weimar statt. Der DRB gibt die Deutsche Richterzeitung heraus und verleiht im dreijährlichen Rhythmus seinen Menschenrechtspreis an einen Richter, Staatsanwalt oder Rechtsanwalt, der sich in besonderer Weise um die Verwirklichung der Menschenrechte verdient gemacht hat.
Der DRB ist Mitglied der Internationalen Richtervereinigung, der Europäischen Richtervereinigung und der IRZ-Stiftung. Er ist Institutional Observer des European Law Institute.

## Geschichte

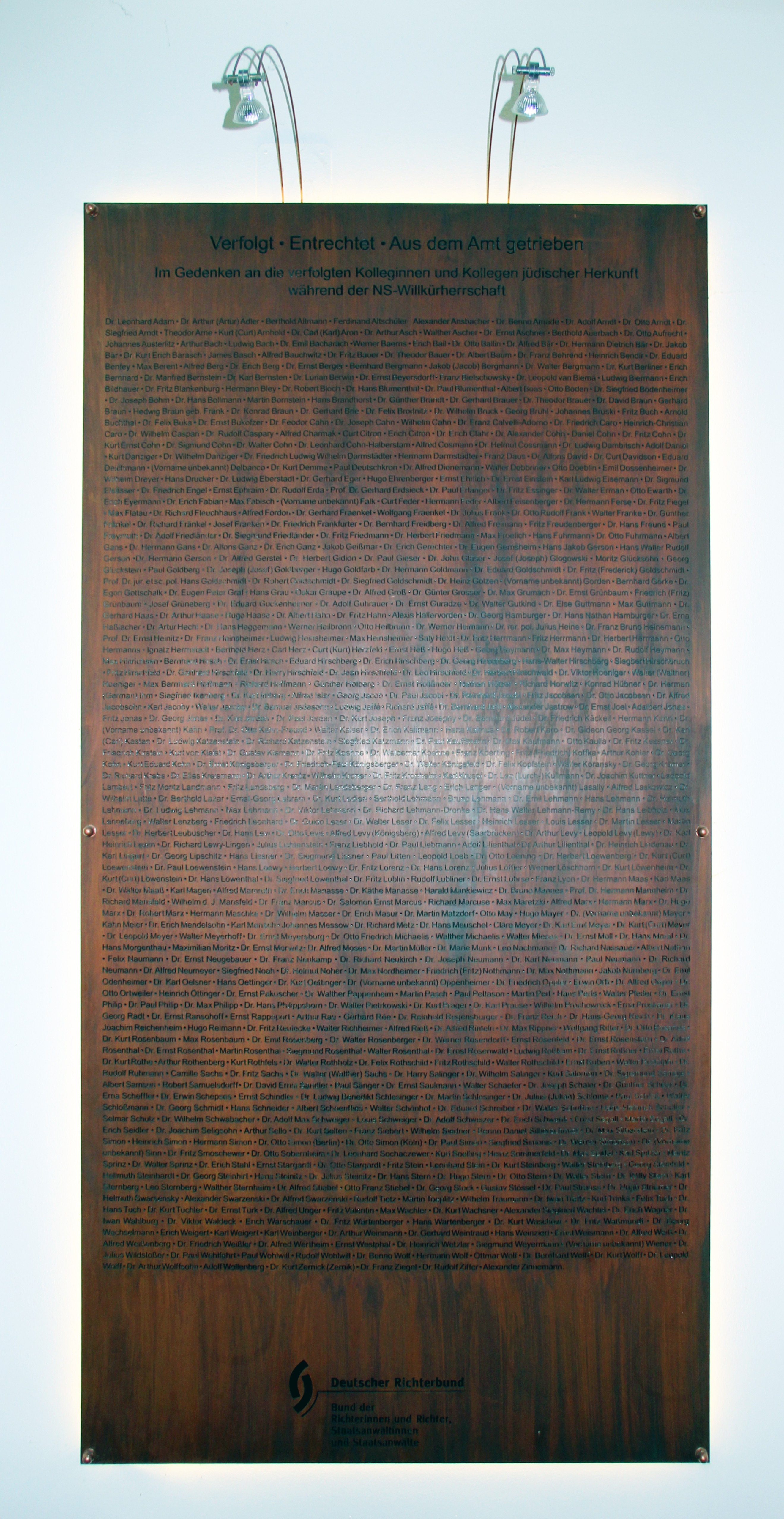
Gedenktafel in der Geschäftsstelle des DRB, mit den Namen von 674 während der NS-Herrschaft verfolgten Richtern und Staatsanwälten jüdischer Herkunft.

Der Deutsche Richterbund wurde am 1. Januar 1909 als Zusammenschluss mehrerer Ländervereinigungen gegründet. Die damals noch beamteten Richter setzten sich für die Gewährung voller sachlicher und persönlicher Unabhängigkeit ein. Am 25. Mai 1933 trat der Deutsche Richterbund, der die Beseitigung der Weimarer Republik keinesfalls ablehnend betrachtete, geschlossen in den Bund Nationalsozialistischer Deutscher Juristen (BNSDJ) ein, innerhalb dessen er zunächst bestehen blieb, bis er sich zum Jahresende endgültig auflöste. Erst im Oktober 1949 kam es zur Neugründung auf dem Gebiet der alten Bundesrepublik. Nach Vollendung der deutschen Einheit traten auch Vereinigungen von Richtern und Staatsanwälten aus den ostdeutschen Bundesländern bei.
Zum 1. März 1999 verlegte der DRB seine Bundesgeschäftsstelle von Bonn nach Berlin.

## Ziele und Positionen
Der Deutsche Richterbund setzt sich als Berufsverband für die Interessen seiner Mitglieder gegenüber Dienstherren, Parlamenten und Öffentlichkeit ein und versucht durch Stellungnahmen zu rechts- und berufspolitischen Gesetzesvorhaben auf maßvolle und praxistaugliche Gesetze zu achten. Ziele des Deutschen Richterbundes sind neben der Förderung der Gesetzgebung, das Ansehen der dritten Gewalt und des Rechtsstaats zu stärken, die hohe Qualität der Justiz zu sichern sowie Menschenrechte und Grundfreiheiten zu schützen.
Der DRB setzt sich unter anderem für folgende Projekte ein:
Selbstverwaltung der JustizDerzeit wird im politischen Raum die Frage diskutiert, ob es zukünftig möglich sein soll, dass die Justiz nicht mehr durch das Justizministerium als ein Organ der Exekutive verwaltet wird, sondern diese Aufgabe selbst wahrnimmt. Der DRB strebt eine solche Selbstverwaltung an. Argumentiert wird damit, dass die Judikative nach dem Gewaltenteilungsprinzip eigenständig sein solle; die Verwaltung durch die Exekutive laufe diesem Prinzip zuwider.
Angemessen ausgestattete Justiz
Klagen von Dieselfahrern, von Flugreisenden wegen verspäteter Flüge, Abrechnungsstreitigkeiten zwischen Kliniken und Kassen, der Kampf gegen Hasskriminalität im Netz sowie der Ausbau der Vermögensabschöpfung bei Clankriminalität oder erweiterte Richtervorbehalte bei Zwangsfixierungen von Patienten und Gefangenen – die Aufgaben für Richter und Staatsanwälte nähmen zu. Zudem stiegen nach einer Auswertung der Justizstatistiken die Verfahrensdauern in Strafsachen bis auf die Oberlandesgerichte stetig an. Die angespannte Situation werde noch verschärft, weil bis 2030 mehr als 10.000 Juristen in Pension gingen und ersetzt werden müssten. Mit dem Pakt für den Rechtsstaat, den Bund und Länder 2019 geschlossen haben, sollen 2000 zusätzliche Richter und Staatsanwälte bis 2021 eingestellt werden.
Abschaffung des externen WeisungsrechtsDas externe Weisungsrecht erlaubt den jeweiligen Justizministern, in bestimmten Fällen auf die Arbeit der Staatsanwaltschaft Einfluss zu nehmen. Um jeden Anschein einer politischen Einflussnahme auf die Arbeit der Staatsanwaltschaft zu vermeiden, tritt der Richterbund für den Wegfall des Weisungsrechts der Ministerien ein.
BesoldungDer Verband setzt sich für eine amtsangemessene Besoldung ein. Er ist der Ansicht, dass sie nicht in allen Bundesländern verfassungskonform geregelt ist.
Richterliche EthikDer Verband engagiert sich für Berufsethik. Er diskutiert berufsethische Fragen, um auf diese Weise Anregungen für die Reflexion der richterlichen und staatsanwaltschaftlichen Tätigkeit zu geben.
VorratsdatenspeicherungDer DRB setzt sich für die sogenannte Vorratsdatenspeicherung ein. Dabei wendet er sich gegen die geplanten Höchstspeicherfristen von zehn Wochen für Verkehrsdaten und vier Wochen für Standortdaten. Er tritt für längere Speicherfristen bei hohen rechtsstaatlichen Hürden für einen Zugriff ein.
E-JusticeDie deutsche Justiz habe den Anschluss an das digitale Zeitalter noch nicht geschafft. Der DRB fordert deshalb die Politik auf, mehr für den Umstieg auf einen sicheren, schnellen Datenverkehr zu tun sowie mehr in die Entwicklung der elektronischen Akte und eine moderne Hardware in den Gerichten zu investieren.:

## Engagement

### Menschenrechtspreis
Seit 1991 verleiht der Deutsche Richterbund alle drei Jahre einen Menschenrechtspreis. Mit diesem werden Richter, Staatsanwälte, Rechtsanwälte und deren Organisationen aus aller Welt geehrt, „die sich unter Einsatz von Leben, Gesundheit, persönlicher Freiheit oder unter Inkaufnahme sonstiger schwerer persönlicher Nachteile für die Wahrung und Durchsetzung rechtsstaatlicher Prinzipien“ eingesetzt haben. Der Verband möchte damit einen Beitrag leisten, um [RC1] die allgemeinen Menschenrechte und Grundfreiheiten zu schützen und zu stärken. Mit dem Preis ist ein Anerkennungsbetrag von 5000 Euro verbunden.
2009 wurde der syrische Menschenrechtsaktivist und Anwalt Anwar al-Bunni geehrt, der von Mai 2006 bis Mai 2011 wegen regimekritischer Äußerungen in der Nähe von Damaskus inhaftiert war. 2012 wurde der kolumbianische Richter Iván Velásquez Gómez und 2017 der vietnamesische Rechtsanwalt Nguyen Van Dai ausgezeichnet. 2020 erhielt die iranische Menschenrechtsaktivistin Nasrin Sotudeh den DRB-Menschenrechtspreis. Sie befindet sich derzeit in iranischer Haft. Der Menschenrechtspreis ging 2023 an die venezolanische Richterin Maria Lourdes Amini. Sie wurde unter dem fadenscheinigen Vorwurf der Korruption 2009 festgenommen und 2019 zu fünf Jahren Haft verurteilt.

### Kolumbienhilfe
Mit der „Kolumbienhilfe“ engagiert sich der Deutsche Richterbund für die Angehörigen und Hinterbliebenen von getöteten Justizmitarbeitern im Jahr 1989. Der Hilfsfonds stellt unter anderem Mittel zur Verfügung, um mit dem Tode bedrohten Justizangehörigen eine – zumeist vorübergehende – Flucht innerhalb Kolumbiens oder auch ins Ausland zu ermöglichen. Auch die sozialpsychologische Betreuung und medizinische Behandlungen mittelloser Opfer werden mit den Spendengeldern der Kolumbienhilfe finanziert. Darüber hinaus werden die Schul- und Berufsausbildung von Waisen und Halbwaisen, die berufliche Wiedereingliederung oder Umschulung von Witwen sowie Kleinkredite zur Existenzgründung unterstützt.

### Bündnis für das deutsche Recht
Zusammen mit dem Bundesministerium der Justiz und anderen juristischen Berufsorganisationen wie der Bundesrechtsanwaltskammer und dem Deutschen Anwaltverein ist der DRB im „Bündnis für das deutsche Recht“ organisiert. Ziel ist die Bewerbung deutschen Rechts im Ausland. Im Zuge der Umsetzung dieses Bündnisses wurde 2008 eine Broschüre mit dem Titel „Law – Made in Germany“ herausgegeben. In einer deutsch-französischen Initiative hat das Bündnis im Februar 2011 zusammen mit der französischen „Fondation pour le droit continental“ eine Broschüre zur Stärkung des kontinentalen Rechts im globalen Wettbewerb der Rechtsordnungen vorgestellt.

## Inhaltliche Positionen

### TTIP – Öffentliche Stellungnahme im Februar 2016
Der deutsche Richterbund lehnte im Februar 2016 in einer Stellungnahme die Schiedsgerichte ab. Sie sähen „weder eine Rechtsgrundlage noch eine Notwendigkeit für ein solches Gericht“, „die Schaffung von Sondergerichten für einzelne Gruppen von Rechtsuchenden“ sei der falsche Weg. Ein öffentlicher Gerichtshof für Investoren werde die Rechtssetzungsbefugnis der Mitgliedsstaaten und der Union zu stark beschränken. Es fehle ihm zudem die nötige Rechtsgrundlage. Das Verfahren zur Ernennung der Richter genüge nicht den internationalen Anforderungen an die Unabhängigkeit von Gerichten. Bei den Mitgliedstaaten handele es sich um Rechtsstaaten, welche allen Rechtsuchenden den Zugang zum Recht über die staatliche Gerichtsbarkeit eröffnen und garantieren. Es sei Aufgabe der Mitgliedstaaten, den Zugang zum Recht für alle sicherzustellen und durch die entsprechende Ausstattung der Gerichte dafür zu sorgen, dass der Zugang auch für ausländische Investoren gangbar ist. Die Einrichtung eines ICS sei daher „der falsche Weg, Rechtssicherheit zu gewährleisten“. Auch die Unabhängigkeit der Richter in einem Sondergericht sei fraglich. Der Deutsche Richterbund forderte den deutschen und den europäischen Gesetzgeber des Weiteren auf, den Rückgriff auf Schiedsverfahren im Bereich des internationalen Investorenschutzes weitgehend einzudämmen.

### Frauenanteil in der Justiz
Der nordrhein-westfälische Landesvorsitzende des Deutschen Richterbundes wurde im Oktober 2012 in der Presse mit der Aussage zitiert, der Frauenanteil in der Justiz sei zu hoch. Der Frauenanteil von 62 Prozent bei Neueinstellungen sorge für eine Verschärfung der Personalsituation. Denn viele Juristinnen fielen für Familienzeiten einige Jahre aus.
In einem Eckpunktepapier des Berufsverbandes hieß es aber 2020, der Anteil von Frauen an den Bundesgerichten sei gemessen an dem Anteil der Frauen in den unteren Instanzen zu gering. Der Richterwahlausschuss solle dieser Situation bei Neubesetzung an den Bundesgerichten Rechnung tragen.